# Síndrome de Conn
El síndrome de Conn o hiperaldosteronismo primario es una enfermedad caracterizada por hipertensión arterial, concentraciones muy bajas de la actividad de la renina plasmática y aumento de la excreción de aldosterona. El adenoma productor de aldosterona (35 % de los casos) y el hiperaldosteronismo idiopático bilateral (60% de los casos) son las dos causas más comunes.
El nombre de la afección procede del médico norteamericano Jerome W. Conn (1907–1994) que describió el síndrome en el año 1955, mientras trabajaba en la Universidad de Míchigan.

## Fisiopatología
Los niveles elevados de aldosterona actúan sobre el riñón haciendo que este órgano aumente la eliminación de potasio y la reabsorción de sodio y agua, lo cual disminuye los niveles de potasio en sangre (hipokalemia) y aumenta el volumen sanguíneo, ocasionando hipertensión arterial.

## Causas
Aunque la primitiva descripción del síndrome de Conn hacía referencia a que su origen era un adenoma en la glándula suprarrenal, actualmente se considera como síndrome de Conn cualquier tipo de hipealdosteronismo primario. Las posibles causas son:
- Adenoma suprarrenal, es decir un tumor benigno situado en una glándula suprarrenal.
- En ocasiones existe un aumento del tamaño de las 2 glándulas suprarrenales sin adenoma, conocido como hiperplasia adrenocortical bilateral o hiperaldosteronismo idiopático.
- Muy raramente por un tumor maligno o carcinoma suprarrenal.
- Otra forma infrecuente es el hiperaldosteronismo familiar de los tipo I  (HF-I) y II (HF-II) que tiene carácter hereditario.[4][5]

## Síntomas
Los síntomas que aparecen están causados por los altos niveles de aldosterona circulantes. El hiperaldosteronismo provoca retención de agua y sodio, y disminución de potasio en sangre (hipopotasemia). La hipopotasemia a su vez puede causar calambres musculares, cansancio, arritmias cardiacas y parálisis generalizada, mientras que la retención de agua y sodio por el riñón provoca hipertensión arterial.

## Diagnóstico
El método diagnóstico del hiperaldosteronismo primario puede considerarse en tres partes: pruebas de detección de caso, pruebas confirmatorias y pruebas de estudio de subtipo.

### Pruebas de detección de caso
Aunque la hipopotasemia o hipokalemia es poco común en pacientes con hipertensión no complicada y cuando está presente sugiere con firmeza la presencia de altos niveles de mineralocorticoide, la mayoría de los pacientes con hiperaldosteronismo primario no presentan esta alteración. Por ende esto no debe ser usado como único criterio para efectuar pruebas de detección, por lo cual se deben considerar además, la resistencia al tratamiento farmacológico, la gravedad de la hipertensión arterial (>160 mmHg de presión sistólica o >100 mmHg de presión diastólica), masa suprarrenal incidental, edad temprana de inicio (20 y 50 años) y sospecha de hipertensión secundaria.
Las dos pruebas más utilizadas son la determinación de aldosterona plasmática y la medición de la cantidad de la renina plasmática, sospechándose este trastorno cuando las concentraciones de aldosterona se encuentran aumentados y la actividad de la renina se encuentra disminuida o suprimida y tras lo cual se deben realizar pruebas confirmatorias.

### Visión general de los hallazgos de laboratorio
Los expertos recomiendan variar los criterios de diagnóstico. Por ejemplo:
- relación de actividad de aldosterona / renina en plasma (PAC/PRA) >20 con una concentración de aldosterona en plasma >= 15 ng/dL (414 pmol/L)
- cociente de actividad de aldosterona plasmática / renina (PAC/PRA) > 30, valor de aldosterona sérica > 6 ng/dl y niveles simultáneos de actividad de renina plasmática < 1,0 ng/ml/hora después de la prueba de supresión con fludrocortisona o una aldosterona plasmática > 10 ng/dl en prueba de infusión de solución salina o en la prueba de carga oral de sodio , la excreción de aldosterona en orina de 24 horas posterior a la prueba <12 μg/día y una excreción de sodio en orina de más de 200 mMol/día. La prueba de muestreo venoso suprarrenal es el estándar de oro para la clasificación de subtipos de hiperaldosteronismo primario.[7][8]

### Pruebas confirmatorias
La prueba de supresión de aldosterona se puede efectuar por vía oral y medición de la aldosterona urinaria o con carga intravenosa de cloruro de sodio y medición plasmática de aldosterona en las cuales unos niveles elevados de aldosterona confirman el diagnóstico.

### Pruebas de subtipo
Estas pruebas se usan con el fin de establecer el manejo terapéutico y consisten en:
- Tomografía Axial Computarizada de las glándulas suprarrenales
- Muestreo venoso suprarrenal
- Terapia farmacológica[1]

## Tratamiento
Cuando se comprueba la existencia de un adenoma en la glándula suprarrenal responsable de la enfermedad, el tratamiento recomendado es cirugía mediante laparoscopia para la extirpación del mismo. Tras la intervención suelen normalizarse las cifras de presión arterial en un alto porcentaje de pacientes. 
En caso de que no esté recomendada la intervención porque exista una hiperplasia bilateral de la glándula, o bien un hiperaldosteronismo familiar, lo más adecuado es la utilización de fármacos antagonistas de los receptores de la aldosterona, los cuales bloquean la acción de esta hormona y mejoran los síntomas. El más empleado es la espironolactona y más recientemente la eplerenona. También se recomienda que el paciente realice una dieta con restricción en la ingesta de sodio, para lo cual debe evitar los alimentos con alto contenido en sal común.